# دمیتریفکا (شهرستان استرلیباشفسکی، باشقیرستان)
دمیتریفکا (انگلیسی: Dmitriyevka, Sterlibashevsky District, Republic of Bashkortostan) یک شهرک در شهرستان استرلیباشفسکی استان باشقیرستان کشور روسیه است.